# César Antoine Roize
César Antoine Roize, né le 8 juillet 1761 à Toulon et mort le 21 mars 1801, au cours de la bataille de Canope (campagne d’Égypte), est un général de brigade de la Révolution française

## Biographie

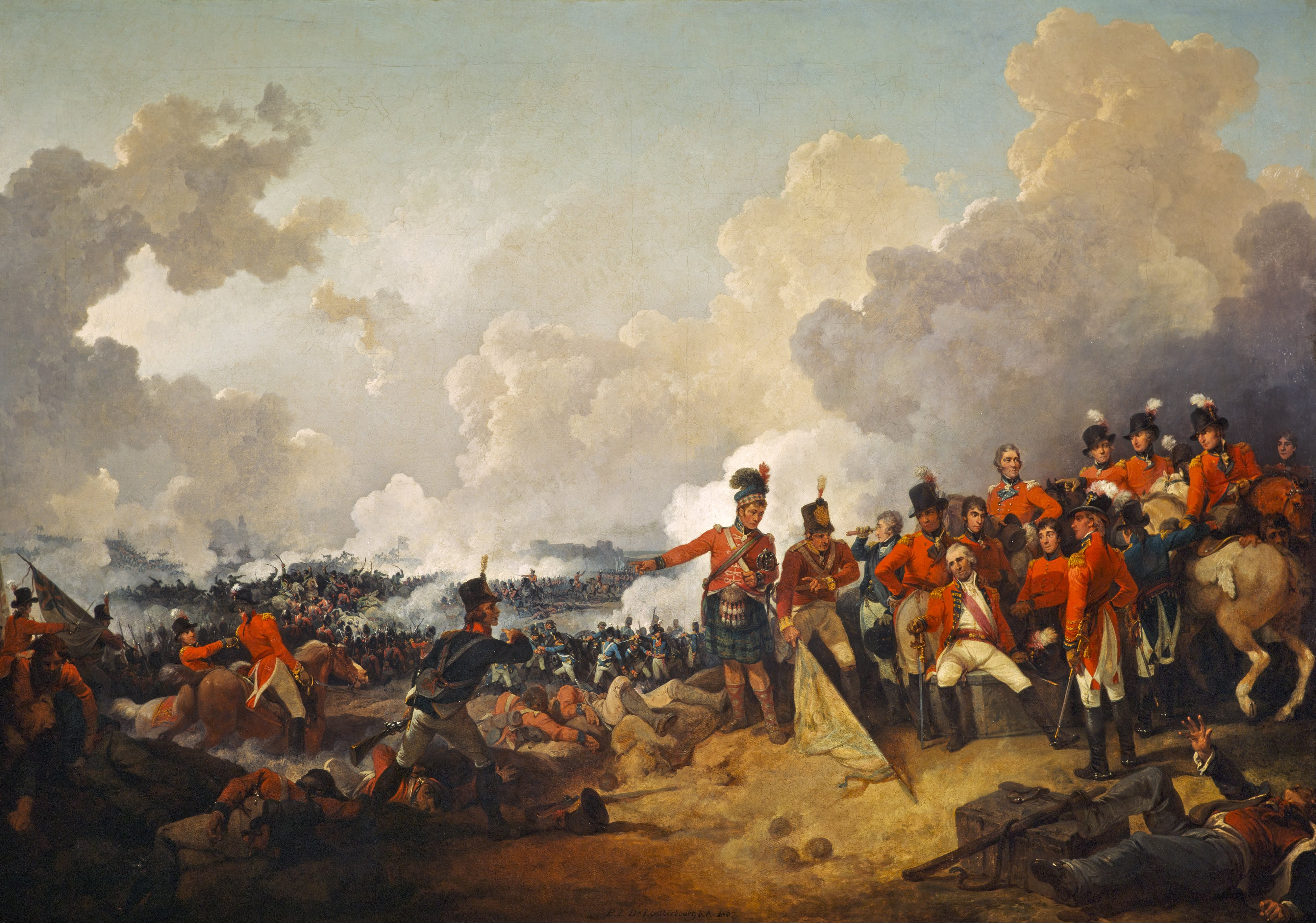
Bataille de Canope, où le général Roize perdit la vie (tableau de Philippe-Jacques de Loutherbourg).

Il commence sa carrière militaire le 6 avril 1778 en s'engageant dans le régiment d'Artois dragons. il passe brigadier le 7 septembre suivant, maréchal des logis le 20 septembre 1785, adjudant sous-officier le 15 septembre 1791, et sous-lieutenant le 11 septembre 1792. Lieutenant le 15 janvier 1793, il devient capitaine le 5 avril 1793 au 1er régiment de hussards.
En 1796, il rejoint l'armée d'Italie sous le commandement du général Stengel comme aide de camp. Il se distingue à la bataille de Mondovi le 21 avril 1796. Il devient chef d'escadron en septembre 1796, pendant la campagne d'Italie. Il se distingue à nouveau aux combats de Cerea, Castellaro, Due Castelli et Saint-Georges[Où ?]. Il participe à la bataille de Rivoli les 13 et 14 janvier 1797. Il est muté par Bonaparte au 20e régiment de dragons .
En 1798, il participe à la campagne d'Egypte. Le 10 février 1799, il est promu adjudant-général chef de brigade et devient chef d'état-major de Murat. Il se distingue à la bataille d'Aboukir (1799) le 25 juillet, en enlevant les redoutes ottomanes. Après le départ de Bonaparte, il devient le chef d'état major des troupes de cavalerie. En décembre, il disperse les rassemblements ennemis dans le Delta. En janvier 1800, il participe à la répression à la suite d'un soulèvement du Caire. Il est promu général de brigade le 25 avril 1800. Il devient commandant en chef de la cavalerie en Égypte.
Lors de la bataille de Canope le 21 mars 1801, il se voit donner l'ordre par le général Menou de charger à la tête des dragons. Un premier assaut du général Boussart ayant échoué, Roize attaque avec 450 cavaliers face aux Anglais ; il passe à travers les lignes ennemies, mais ses hommes sont presque tous désarçonnés par des pièges dressés par ses adversaires à l'intérieur de leur camp,. Mitraillés de toute part, les Français perdent un grand nombre d'hommes. César Roize est lui-même tué d'une balle et de deux coups de baïonnette. Le général anglais Abercromby est mortellement blessé lors de cette charge.

## Distinctions
- Il fait partie des 660 personnalités à avoir son nom gravé sous l'arc de triomphe de l'Étoile. Il apparaît sur la 30e colonne (l’Arc indique ROIZE).